# Еврейски пирати
Еврейските пирати са еврейски мореплаватели, занимаващи се с пиратство.
Макар че такива се споменават още през Античността, еврейското пиратство се разраства след Алхамбрийския декрет и прогонването на евреите от Испания. През следващите десетилетия много еврейски бежанци участва в пиратски набези срещу испанците като част от берберските пирати в Османската империя или като капери на враждебни държави, като Съединените провинции.